# The Orchard Residences
The Orchard Residences est un gratte-ciel de 218 mètres de hauteur construit à Singapour de 2006 à 2010.
Il abrite 177 logements sur 56 étages.
Les architectes sont l'agence Benoy basée à Hong Kong et l'agence RSP Architects Planners & Engineers basée à Singapour.